# Molen van Bellefontaine
De Molen van Bellefontaine, ook Sluizermolen genoemd, is een watermolen op de Jeker in Sluizen in de Belgische gemeente Tongeren. De molen bevindt zich aan de Sluizermolenweg.
Deze molen werd opgericht in 1647 werd vernoemd naar de eigenaars van de molen, de familie Bellefontaine. De Molen van Bellefontaine ligt vlak bij de taalgrens en behoorde in de tweede helft van de 18e eeuw tot de parochie van het naburige Glaaien.
De molen had een dubbele functie; het was zowel een koren- als oliemolen. De oliemolen is niet meer in gebruik sinds 1860, de korenmolen werd gebruikt tot 1978. De molen is niet beschermd maar staat wel op de inventaris van bouwkundig erfgoed.
- Inventaris van het Bouwkundig Erfgoed (Vlaanderen): 37589